# Slag bij Tricameron
De Slag bij Tricameron vond plaats op 15 december 533 tussen het leger van de Oost-Romeinse (Byzantijnse) keizer Justinianus, aangevoerd door zijn generaal Belisarius, en de Vandaalse legerscharen van koning Gelimer. De slag werd door de Byzantijnen gewonnen.

## Geschiedenis
Nadat het Byzantijnse leger bij Ad decimum, de tiende mijlpaal ten zuiden van Carthago, het Vandaalse leger een nederlaag had toegebracht, trok Gelimer zijn leger terug in het Pappua-gebergte. Hier wachtte hij op versterkingen uit Sardinië. Toen deze zich bij hem voegden marcheerde hij op tegen de troepen van Belisarius.
In de buurt van Carthago ontmoetten beide legers elkaar en kwam het opnieuw tot een treffen. Het Vandaalse leger was wederom niet in staat om krachtig aan te vallen. De linies van de Vandalen weken terug en sloegen ten slotte op de vlucht. Ongeveer 3.000 Vandalen sneuvelden in de slag - waaronder Tzazo, de broer van Gelimer - of werden door de Romeinen gevangengenomen. De Vandaalse koning zelf vluchtte naar Numidia. Hier werd hij spoedig gevangengenomen en in triomftocht meegevoerd door Constantinopel. Justinianus liet Gelimer evenwel niet terechtstellen zoals dit gebruikelijk was bij zijn heidense voorgangers, maar schonk hem een landgoed in Klein-Azië.
De veldslag betekende het einde van het Vandaalse koninkrijk. De Vandaalse gebieden - Carthago, Sardinië, Corsica en de Balearen - werden geannexeerd door keizer Justinianus, die hiermee de Romeinse herovering van het westen begon.